# Одрі Тан
Одрі Тан (кит.: 唐凤, англ. Audrey Tang; народилася 18 квітня 1981, до зміни імені був відомий як Отріус Тан, англ. Autrijus Tang — розробник вільного програмного забезпечення, один з десяти кращих комп'ютерників Тайваню. Найбільш відомим у світі проектом є Pugs — рання реалізація мови програмування Perl 6.

## Життєпис
Тан виявляв інтерес до комп'ютерів з дитинства, почавши вивчати Perl у віці 12 років. Через два роки він покинув школу через труднощі у соціальній адаптації. До 2000 року, у віці 19 років, Тан вже займає різні посади в компаніях, що займаються розробкою програмного забезпечення, і працює в Силіконової долини як підприємець. Наприкінці 2005 року змінив стать і почав жити як жінка, помінявши свої англійські і китайські імена з чоловічих на жіночі, зіславшись на необхідність «примирити [її] зовнішній вигляд з [її] самооцінкою». Тайванське Східне телебачення повідомляє, що її IQ дорівнює 180. Одрі Тан зяявляла про свою прихильність ідеям самостійного навчання і анархо-індивідуалізму.

## Внесок у вільне програмне забезпечення
Тан — ініціатор і провідний розробник проекту mups, що об'єднує сили Haskell- і Perl-спільнот для реалізації мови Perl 6; вона також зробила свій внесок у інтернаціоналізацію і локалізацію ряду вільних програм, включаючи SVK, Request Tracker (для якого вона написала велику частину коду) і Slash, а також переклад традиційною китайською мовою різних книг пов'язаних з Open source.
З червня 2001 по липень 2006 року Тан було розпочато понад 100 проектів на CPAN, серед яких здобули популярність такі, як Perl Archive Toolkit (PAR), крос-платформенна система керування пакунками для Perl 5 . Також відповідає за створення перевіркою підсистем «димового тестування» і цифрового підпису для CPAN. У жовтні 2005 року Одрі Тан виступала з доповіддю на Європейському Конвенті Відкритого програмного забезпечення, організованого o'reilly Media в Амстердамі.

## Публікації
- Aker, Brian (November 2003). 架設 Slash 社群網站 (Running Weblogs with Slash) (Chinese) . Taipei, Taiwan: O'Reilly Media. ISBN 986-7794-22-2.